# A-Division
A-Division este primul eșalon din sistemul competițional fotbalistic din Bhutan.

## Echipe
- Chooden FC
- Druk Athletic
- Druk Star FC
- Druk Pol FC
- Rigzhung FC
- Royal Bhutan Army FC
- Transport United
- Yeedzin FC

## Foste campioane
- 1986: Royal Bhutan Army FC
- 1987-95: necunoscut
- 1996: Druk Pol FC
- 1997: Druk Pol FC
- 1998: Druk Pol FC
- 1999: Druk Pol FC
- 2000: Druk Pol FC
- 2001: Druk Star FC
- 2002: Druk Pol FC
- 2003: Druk Pol FC
- 2004: Transport United
- 2005: Transport United
- 2006: Transport United
- 2007: Transport United
- 2008: Yeedzin FC
- 2009: Druk Star FC

## Totalul campionatelor
| Club                                      | Campionate |
| ----------------------------------------- | ---------- |
| Druk Pol FC (incluzând Royal Bhutan Army) | 9          |
| Transport United                          | 4          |
| Druk Star FC                              | 2          |
| Yeedzin FC                                | 1          |